# Spazio a larghezza zero
Lo spazio a larghezza zero (zero-width space, ZWSP o ZWS) è un carattere non visualizzabile utilizzato nella tipografia informatica per indicare i confini di una parola del testo nei sistemi di elaborazione in cui si utilizzano degli script che non utilizzano esplicitamente la spaziatura, o dopo alcuni caratteri (come lo slash) che non sono generalmente seguiti da uno spazio.

## Utilizzi
Nell'HTML, il tag <wbr> (reso un vero e proprio standard solo in HTML5) assume il ruolo di spazio a larghezza zero e può essere utilizzato come un ritorno a capo opzionale (ossia, solo se necessario).
Per mostrare uno dei suoi effetti, le seguenti parole sono state separate con uno spazio a larghezza nulla:
QuestoèunesempioQuestoèunesempioQuestoèunesempioQuestoèunesempioQuestoèunesempioQuestoèunesempioQuestoèunesempioQuestoèunesempioQuestoèunesempioQuestoèunesempioQuestoèunesempioQuestoèunesempioQuestoèunesempioQuestoèunesempioQuestoèunesempioQuestoèunesempioQuestoèunesempioQuestoèunesempioQuestoèunesempioQuestoèunesempioQuestoèunesempioQuestoèunesempioQuestoèunesempioQuestoèunesempioQuestoèunesempioQuestoèunesempioQuestoèunesempioQuestoèunesempioQuestoèunesempioQuestoèunesempioQuestoèunesempioQuestoèunesempioQuestoèunesempioQuestoèunesempioQuestoèunesempioQuestoèunesempio
Nei browser che supportano lo zero-witdh space, anche ridimensionando la finestra il testo andrà a capo solo al termine della parola, ovvero dove è presente lo spazio a larghezza nulla.

## Codifica
| Sistema di codifica | Codice                                                                               | Nota  |
| ------------------- | ------------------------------------------------------------------------------------ | ----- |
| Unicode             | U+200B                                                                               | [ 4 ] |
| HTML                | &ZeroWidthSpace;&#8203;&#x200B;                                                      |       |
| MathML              | &NegativeThickSpace;&NegativeMediumSpace; &NegativeThinSpace;&NegativeVeryThinSpace; | [ 5 ] |
| URL                 | %E2%80%8B                                                                            |       |
| TeX                 | \hskip0pt                                                                            |       |
| groff               | \:                                                                                   | [ 6 ] |
| LaTeX               | \hspace{0pt}                                                                         | [ 7 ] |